# Statue d'Avetik Issahakian (Erevan)
Ne pas confondre avec la statue d'Avetik Issahakian à Gyumri.
La statue d'Avetik Issahakian est une statue installée en 1960 à Erevan en Arménie. Elle se trouve à proximité de la station de métro Yeritasardakan. Elle représente le poète Avetik Issahakian en pied. C'est une création du sculpteur Sarkis Baghdassarian et de l'architecte Liparit Sadoyan (hy).

## Description
La statue est en bronze et en granit et mesure 4,5 mètres.